# Histor-Sigma
L'equip Histor-Sigma, conegut anteriorment com a Sigma, va ser un equip ciclista belga que competí professionalment entre el 1986 i el 1991.

## Principals resultats
- Scheldeprijs: Etienne De Wilde (1987)
- Nokere Koerse: Etienne De Wilde (1987), Rik Van Slycke (1989), Herman Frison (1990)
- Circuit del País de Waes: Frank Pirard (1987, 1989)
- Tour del Mediterrani: Jan Nevens (1988)
- Circuit de Houtland: Danny Janssens (1988)
- Étoile de Bessèges: Etienne De Wilde (1989)
- Omloop Het Nieuwsblad: Etienne De Wilde (1989), Andreas Kappes (1991)
- Campionat de Flandes: Etienne De Wilde (1989)
- Gant-Wevelgem: Herman Frison (1990)
- Gran Premi Jef Scherens: Wilfried Peeters (1990)
- E3 Harelbeke: Søren Lilholt (1990)
- Premi Nacional de Clausura: Herman Frison (1991)
- París-Brussel·les: Brian Holm (1991)

### A les grans voltes
- Volta a Espanya
  - 2 participacions (1988, 1989)
  - 1 victòries d'etapa:
    - 1 al 1989: Jean-Pierre Heynderickx

  - 0 classificació finals:
  - 0 classificacions secundàries:

- Tour de França
  - 4 participacions (1988, 1989, 1990, 1991)
  - 2 victòries d'etapa:
    - 1 al 1989: Etienne De Wilde
    - 1 al 1991: Etienne De Wilde

  - 0 classificació finals:
  - 0 classificacions secundàries:

- Giro d'Itàlia
  - 0 participacions